# واريو لاند 3
ورايو لاند 3 (بالإنجليزية: Wario Land 3)‏ هي لعبة فيديو صدرت لغيم بوي كولر في عام 2000. وفيها، يجب على واريو المنافس اللدود لماريو تحرير شخصية غامضة محاصرة داخل صندوق موسيقى. لقد حققت اللعبة نجاحًا نقديًا وتجاريًا، وتبعتها واريو لاند 4 في عام 2001. صدرت اللعبة أيضا لفرتشول كونسول نينتندو 3دي أس في عام 2013.

## أسلوب اللعب
أسلوب اللعب في واريو لاند 3 تشبه إلى حد كبير تلك الخاصة بسابقتها، واريو لاند II. يجب أن يستفيد واريو من هجمات أعدائه للتغيير الجسدي والوصول إلى مناطق جديدة. على سبيل المثال، إذا كان واريو يأكل كعكة دونات ألقاها عدو معين، فإنه يضاعف حجمه مؤقتًا، مما يمنحه حماية إضافية ضد الهجمات والقدرة على كسر كتل معينة. بينما سيتأثر واريو دائمًا بأعدائه، يجب عليه أيضًا العثور على قوى وقدرات جديدة من أجل التقدم خلال اللعبة.
ينقسم عالم صندوق الموسيقى إلى أربعة مناطق مختلفة، الشرق والغرب والشمال والجنوب، كل منها يحتوي على عدد من المراحل الفردية. تحتوي كل مرحلة على أربعة كنوز، كل منها مقفل في صندوق كنز ملون لا يمكن فتحه إلا بالمفتاح المقابل. ألوان الصناديق، بالترتيب التقريبي الذي من المفترض أن تفتح به، هي الرمادي، والأحمر، والأخضر، والأزرق. لم يتم إصلاح هذا الترتيب، على الرغم من أن اللعبة توفر تلميحات بشأن المرحلة التالية للسفر والكنز التالي للحصول عليه. في كثير من الأحيان، عندما يتعذر الوصول إلى صندوق الكنز في مرحلة واحدة، يجب على واريو العودة لاسترداد عنصر جديد لجعله متاحًا.:9-7
عادةً ما يمنح البحث عن كنوز جديدة لواريو قدرة جديدة أو يفتح الطريق إلى مرحلة جديدة. كلما حصل واريو على كنز جديد، يتم نقله مرة أخرى إلى عالم الموسيقى في العالم الخارجي. مر الوقت أثناء وجوده في المسرح، وهو الآن إما ليلًا أو نهارًا بالنسبة للوقت من اليوم الذي دخل فيه واريو المسرح. تتغير بعض المراحل حسب الوقت من اليوم؛ قد يتم استبدال بعض الأعداء أو قد يتم فتح مسارات مختلفة.:11 لا يستطيع واريو السيطرة على الوقت في البداية ، لكنه يكتسب هذه القدرة عندما يجد كنزًا معينًا.:21
يمكن العثور على العملات المعدنية في كل مرحلة، وتستخدم بشكل أساسي للعب لعبة الجولف المصغرة الموضحة أدناه. يمكن لواريو حمل 999 قطعة نقدية كحد أقصى. بالإضافة إلى ذلك، يتم إخفاء ثماني عملات موسيقية في كل مستوى لكي يعثر عليها واريو. إذا تم العثور على الثمانية في كل مرحلة من المراحل الخمس والعشرين، فستتوفر حفرة جولف رابعة إضافية للعب.
في بعض المراحل، سيضطر واريو إلى لعب لعبة غولف مصغرة للتقدم.:18-17 يجب أن يضرب العدو في الكأس دون تجاوز تلك الحفرة، مع تجنب المخاطر مثل المياه والمخابئ والحمم البركانية والخشونة. عند جمع عناصر معينة في اللعبة، تكون لعبة الغولف المصغرة هذه متاحة للعب في أي وقت من خريطة العالم الخارجي.:21
كما هو الحال في لعبة واريو لاند السابقة، لا يمتلك واريو نقاطًا صحية ولا يمكن أن يموت، باستثناء واحد هو أنه يمكن أن يتم أسره من قبل رئيس اللعبة الأخير، رودي المهرج وتنتهي اللعبة. هذا ببساطة يعيد واريو إلى عالم الموسيقى.

## الحبكة
ذات يوم، تتوقف طائرة واريو وتتحطم بينما كان يحلق فوق الغابة. يظهر بأنه غير مصاب، يقضي بقية فترة ما بعد الظهيرة يتجول بين الأشجار والنباتات حتى يعثر على كهف غامض. داخل الكهف، اكتشف صندوق موسيقى سحري وفجأة تم امتصاصه فيه. هناك، يخبر شخص غامض واريو أنه كان يحكم العالم داخل صندوق الموسيقى، حتى قام الشر بإغلاق قواه السحرية في خمسة صناديق موسيقى. في مقابل تحريرها، يعد الكائن بإعادة واريو إلى عالمه الخاص والسماح له بالاحتفاظ بأي كنز يجده. ينطلق واريو في سعيه بحثًا عن صناديق الموسيقى والكنوز العديدة لهذه الأرض الغامضة، بعد أن أُغري بفكرة العودة إلى عالمه الخاص به مع مخبأ من الكنز.
بعد جمع كل صناديق الموسيقى، يعود واريو إلى معبد الكائن الغامض. تلعب صناديق الموسيقى مزيجًا معًا يحرر الكائن، وقد تم الكشف عن أنه رودي المهرج. يتضح أن رودي هو الشرير في الواقع وقد سُجن، وإن لم يكن ذلك قبل تحويل سكان صندوق الموسيقى إلى وحوش، كانوا يهاجمون واريو لمجرد محاولة منعه من تحرير المهرج الشرير. بعد أن هزم واريو رودي، التقى به سكان صندوق الموسيقى، الذين استعادوا الآن ذواتهم السابقة. يشكرون واريو وينقلونه إلى عالمه الخاص، جنبًا إلى جنب مع الكنز الذي جمعه، كما وعد.

## التقييم
| استقبال |             |
| --- | ----------- |
| مجموع النقاط المجموع نقاط غيم رانكينغز 90.00% نتائج المراجعة نشرة نقاط أول غيم فاميتسو 33/40 غيم سبوت 9.8/10 آي جي إن 9/10 نينتندو باور 8.2/10 نينتندوجو 10/10 |             |
| مجموع النقاط |             |
| المجموع | نقاط        |
| غيم رانكينغز | 90.00%      |
| نتائج المراجعة |             |
| نشرة | نقاط        |
| أول غيم | 4.5/5 stars |
| فاميتسو | 33/40       |
| غيم سبوت | 9.8/10      |
| آي جي إن | 9/10        |
| نينتندو باور | 8.2/10      |
| نينتندوجو | 10/10       |

حصلت اللعبة على إشادة نقدية هائلة عند إطلاقها. لديها مجموع نقاط 90.00٪ على غيم رانكينغز بناءً على 15 مراجعة، مما يجعلها اللعبة الأعلى تقييمًا في سلسلة واريو. كانت الوصيفة لجائزة غيم سبوت السنوية «أفضل لعبة غيم بوي كولر»، و«أفضل لعبة منصات»، حيث خسرت أمام دراغون واريور 1 & 2 لأفضل لعبة غيم بوي كولر وبانجو-توي لأفضل لعبة منصات، على التوالي.
صنفت غيم سبوت اللعبة 9.8 من أصل 10 وذكرت، «فيما يتعلق بمنصات اللعب، فإن واريو لاند 3 هي لعبة تعمل على جميع الأسطوانات.» أعطتها آي جي إن تصنيفًا «رائعًا» 9 من 10. أدرجتها نينتندو باور على أنها تاسع أفضل لعبة فيديو غيم بوي/غيم بوي كولر، واصفة إياها بأنها قمة ألعاب المغامرات المبكرة لمنصات الحركة لشخصية واريو. منحت نينتندوجو اللعبة 10 من أصل 10، معلنة أن «هذه ببساطة واحدة من أفضل الألعاب المحمولة على الإطلاق. ستمتص ساعات من وقتك وتتركك تتوسل للمزيد. لا يجب أن يذهب أي لاعب دون تجربة مثل هذا.»
هذه اللعبة هي عاشر أكثر لعبة مبيعا على غيم بوي كولر في اليابان، حيث بيعت 255.536 نسخة.

## الملاحظات
1. ↑  تسمى في اليابان: واريو لاند 3: مايستيريوس ميوزك بوكس (بالإنجليزية: Wario Land 3: Mysterious Music Box‎؛ باليابانية: ワリオランド3 不思議なオルゴール‎، ‏Wario Rando Surī: Fushigi na Orugōru؟)